# Petru al III-lea
Petru al III-lea (n. 1422 – d. 1452), fiu legitim al lui Alexandru cel Bun din a patra sa căsătorie cu doamna Marena, a fost domn al Moldovei de trei ori.

## Domnie
- Prima domnie: martie 1443 - aprilie 1445, în asociere cu fratele său Ștefan al II-lea, se încheie cu tentativa sa nereușită de a-l înlătura pe Ștefan cu ajutor din Transilvania.
- A doua domnie: august - decembrie 1447 - când urmare a înțelegerii cu pan Didrih Buczacki din 15 iulie 1446, acesta din urmă îi acordă ajutor armat cu care Petru se impune asociat la domnia nepotului său Roman al II-lea, fiul fratelui său Iliaș I. Doar câteva luni mai târziu Roman însă va încerca să îl asasineze pe Petru care i-a dejucat planurile și a fugit în Transilvania. Acolo va fi primit de Ioan de Hunedoara și va accepta protecția acestuia ca și căsătoria formală cu o soră mai vârstnică a acestuia. Nu se cunoaște numele doamnei, dar cronicarul polonez Jan Dlugosz menționează că avea 50 de ani, în vreme ce Petru la acea data nu împlinise încă 26 de ani.
- Ultima domnie: singur februarie-aprilie 1448 - octombrie 1448. Petru a murit la doar 26 de ani din cauze și împrejurări necunoscute și a fost înmormântat probabil la mănăstirea Sfântul Nicolae din Poiana Siretului (Pobrata veche), care la rândul ei a dispărut la un moment necunoscut.[3]

## Biografie
Pe timpul domniei lui Petru al III-lea, Ioan de Hunedoara (reprezentand Regatul Ungariei) a ocupat Chilia, ca punct strategic al frontului antiotoman și care asigura și accesul Ungariei la Dunărea maritimă si Marea Neagră. De asemenea Petru al III-lea a trimis un contigent de 3000 călăreți in sprijinul campaniei anti-otomane întreprinse de Iancu în Serbia în toamna lui 1448 soldată cu înfrângerea de la Kosovopolje in fața sultanului Murad al II-lea. Alături de moldoveni, bănățeni, maghiari, secui și transilvăneni la acea luptă a participat și un contingent muntean de 4-8000 de luptători condus de voievodul Vladislav al II-lea (1447-1456).